# Апанасенко, Татьяна Юрьевна
Татьяна Юрьевна Апанасенко (до замужества Титова; род. 8 мая 1967, Москва) — советская синхронистка и российский тренер по синхронному плаванию, пятикратная чемпионка СССР, абсолютная победительница IX летней Спартакиады народов СССР (1986), двукратный призёр чемпионата Европы (1987), участница Олимпийских игр (1988). Мастер спорта СССР международного класса (1985). Заслуженный тренер России (2017).

## Биография
Родилась 8 мая 1967 года в Москве. В возрасте 7 лет начала заниматься плаванием в спортивной школе ЦСКА у Зои Пахомовой. В 1981 году перешла в синхронное плавание и продолжила тренироваться под руководством Наталии Мендыгалиевой.
Наиболее значимых результатов добивалась в 1985—1988 годах. В этот период времени пять раз становилась чемпионкой СССР в разных видах программы, была абсолютной победительницей Спартакиады народов СССР (1986). В те же годы входила в состав сборной страны на крупнейших международных соревнованиях. В 1987 году на чемпионате Европы в Страсбурге завоевала серебряную медаль в групповых упражнениях и бронзовую награду в дуэте с Ириной Жуковой. В 1988 году в дуэте с Марией Черняевой участвовала в Олимпийских играх в Сеуле.
В 1988 году завершила свою спортивную карьеру. В 1990 году окончила ГЦОЛИФК. С 2001 года занимается тренерской деятельностью в СШОР «МГФСО» Москомспорта. Среди подготовленных ею синхронисток олимпийская чемпионка Полина Комар, чемпионка мира Майя Гурбанбердиева и чемпионка Европы Олеся Платонова.

## Семья
- Дмитрий Апанасенко (род. 1967) — муж, советский и российский ватерполист, призёр Олимпийских игр (1988, 1992).